# Zwartvleugelpapegaai
De zwartvleugelpapegaai (Hapalopsittaca melanotis) is een vogel uit de familie Psittacidae (papegaaien van Afrika en de Nieuwe Wereld).

## Verspreiding en leefgebied
Deze soort komt voor van centraal Peru tot het westelijke deel van Centraal-Bolivia en telt twee ondersoorten:
- H. m. peruviana: centraal en zuidelijk Peru.
- H. m. melanotis: het westelijke deel van Centraal-Bolivia.

## Status
De grootte van de populatie is niet gekwantificeerd maar de soort wordt omschreven als zeldzaam met een gefragmenteerde verspreiding. Op de Rode lijst van de IUCN heeft deze soort de status niet bedreigd.